# Владимиров, Лев Иванович
Лев Иванович Владимиров (лит. Levas Vladimirovas; 12 марта 1912, Тельшяй, Российская империя — 22 февраля 1999, Вильнюс, Литва) — советский и литовский библиографовед, библиотековед, книговед и специалист в области информации; лауреат Государственной премии Литовской ССР (1981).

## Биография
Родился 12 марта 1912 года в Тельшяе в семье библиотекарей. Работать библиотекарем стал в возрасте 12-ти лет в библиотеке своих родителей в Шяуляе. Окончил в Шилуте гимназию имени Гердера с немецким языком преподавания.
В 1931 году поступил на англо-германское отделение Университета Витовта Великого в Каунасе, который он окончил в 1936 году. По другим сведениям, учился в 1932—1936 годах с перерывом в 1933—1935 годах. В 1937—1940 годах в том же университете изучал экономику.
В 1941 году в связи с началом Великой Отечественной войны был призван в армию, прошёл всю войну, был офицером в 16-й литовской стрелковой дивизии и награждён рядом наград и премий.
В 1948 году поступил в Вильнюсский государственный университет, где в 1949 году окончил германистику, затем занимал различные должности, одновременно с этим с 1948 по 1964 год заведовал библиотекой при данном университете. Создал отделение библиотековедения, которое открылось в 1949 году, спустя три года в 1952 году в Вильнюсском государственном университете открылась кафедра библиотековедения и возглавлялась им вплоть до 1964 года. Являлся пионером в этой области, поскольку ни в каких других университетах СССР в то время подобных библиотечных кафедр не существовало. Вскоре он вышел на мировой уровень, когда в 1964 году возглавил Библиотеку ООН имени Д. Хаммаршельда, данную должность он занимал вплоть до 1970 года. С 1973 по 1977 год занимал должность председателя секции библиотечных школ при ИФЛА. С 1973 по 1990 год заведовал кафедрой научной информации Вильнюсского университета.
Скончался 22 февраля 1999 года в Вильнюсе.

## Научные работы
Основные научные работы посвящены библиотековедению. Многие научные работы вышли на мировой уровень и получили мировую известность:
Важнейшие работы:
- Vilniaus universiteto biblioteka. 1958.
- Vilniaus universiteto istorija (с соавторами, 3 т. 1976—1979; Государственная премия Литовской ССР, 1981)
- Knygos istorija: senovė, viduramžiai, renesansas, XVI–XVII amžius. 1979.
- Всеобщая история книги. Москва, 1988.
- Ivanas Fiodorovas kultūros raidoje. 1983
- Pranciškus Skorina: Pirmasis Lietuvos Didžiosios Kunigaikštystės spaustuvininkas. 1992.
- Apie knygas ir biblioteka. 2002.
- Knygos istorija: XVIII amžius. 2011.

## Награды
- Командорский крест ордена Великого князя Литовского Гядиминаса (3 июля 1995)[2].
- Орден Трудового Красного Знамени.
- Медаль Франциска Скорины (22 ноября 1990, Белорусская ССР) — за достижения в исследовании истории Белоруссии, активную пропаганду культурного наследия белорусского народа[3].
- Благодарности и медали ООН и Папы Римского.